# Twilight Time (piosenka)
Twilight Time – amerykańska piosenka z 1944 roku, do której tekst napisał Buck Ram, a muzykę członkowie zespołu the Three Suns: Morty Nevins, Al Nevins i Artie Dunn.

## Historia utworu
Przebywając w Nowym Jorku Buck Ram zajmował się aranżacją kompozycji the Three Suns. Po usłyszeniu jednej z ich chwytliwych melodii, którą był „Twilight Time”, Ram napisał do niej słowa.
Pierwsze wersje utworu, jeszcze bez tekstu, nagrane zostały, odpowiednio, przez zespoły the Three Suns (1944) i Les Brown & His Band of Renown (1945). Najprawdopodobniej pierwszą wersję utworu z tekstem, wydaną w 1945 roku, była sygnowana nazwiskiem Jimmy’ego Dorseya; słowa „Twilight Time” zaśpiewał Teddy Walters.

### Wersja The Platters
Najpopularniejsza wersja piosenki nagrana została przez amerykańską grupę wokalną the Platters, której singiel z 1958 roku znalazł się na szczycie listy czasopisma „Billboard”, Hot 100. Na brytyjskiej liście UK Singles Chart ich wersja dotarła do pozycji 3., a w australijskim zestawieniu do miejsca 1. W 1963 roku zespół wydał na albumie The Platters Sing Latino tę piosenkę z tekstem w języku hiszpańskim, „La Hora del Crepúsculo”.

### Inne wersje
W 1962 roku wydany został singiel z piosenką zaśpiewaną przez Andy’ego Williamsa, który dotarł do pozycji 86. na amerykańskiej liście Hot 100.

## W kulturze popularnej
- 1994: hiszpańskojęzyczną wersję utworu (nagraną przez zespół Los Cinco Latinos) kilkukrotnie użyto (m.in. podczas napisów końcowych) w amerykańskim filmie Barcelona (reż. Whit Stillman)[13]
- 1998: piosenka „Twilight Time” w wykonaniu formacji the Platters wykorzystana została jako tło muzyczne w odcinku „Kill Switch” serialu telewizyjnego Z Archiwum X (odc. 11, sezon 5)[14]